# Hyles livornica
Hyles livornica és una espècie de lepidòpter ditrisi de la família dels esfíngids (Sphingidae) pròpia d'Euràsia i Àfrica, incloent-hi la península Ibèrica.

## Descripció

### Imago
Envergadura alar d'entre 60 i 85 mm. Es distingeix fàcilment d'altres espècies del gènere Hyles per les seves ales anteriors ratllades. Cap marró amb dus línies blanques laterals. Tòrax del mateix color amb una línia blanca a cada costat i dues que el travessen. Abdomen ratllat horitzontalment a cada segment amb fines línies blanquinegres. Les ales anteriors es caracteritzen per la venació platejada i una franja color crema que les travessa i acaba a la punta. Ales posteriors amb la regió discal rosada i negre a la resta excepte el marge, que és color crema. A les zones desèrtiques és més habitual trobar individus més petits que la mitjana.

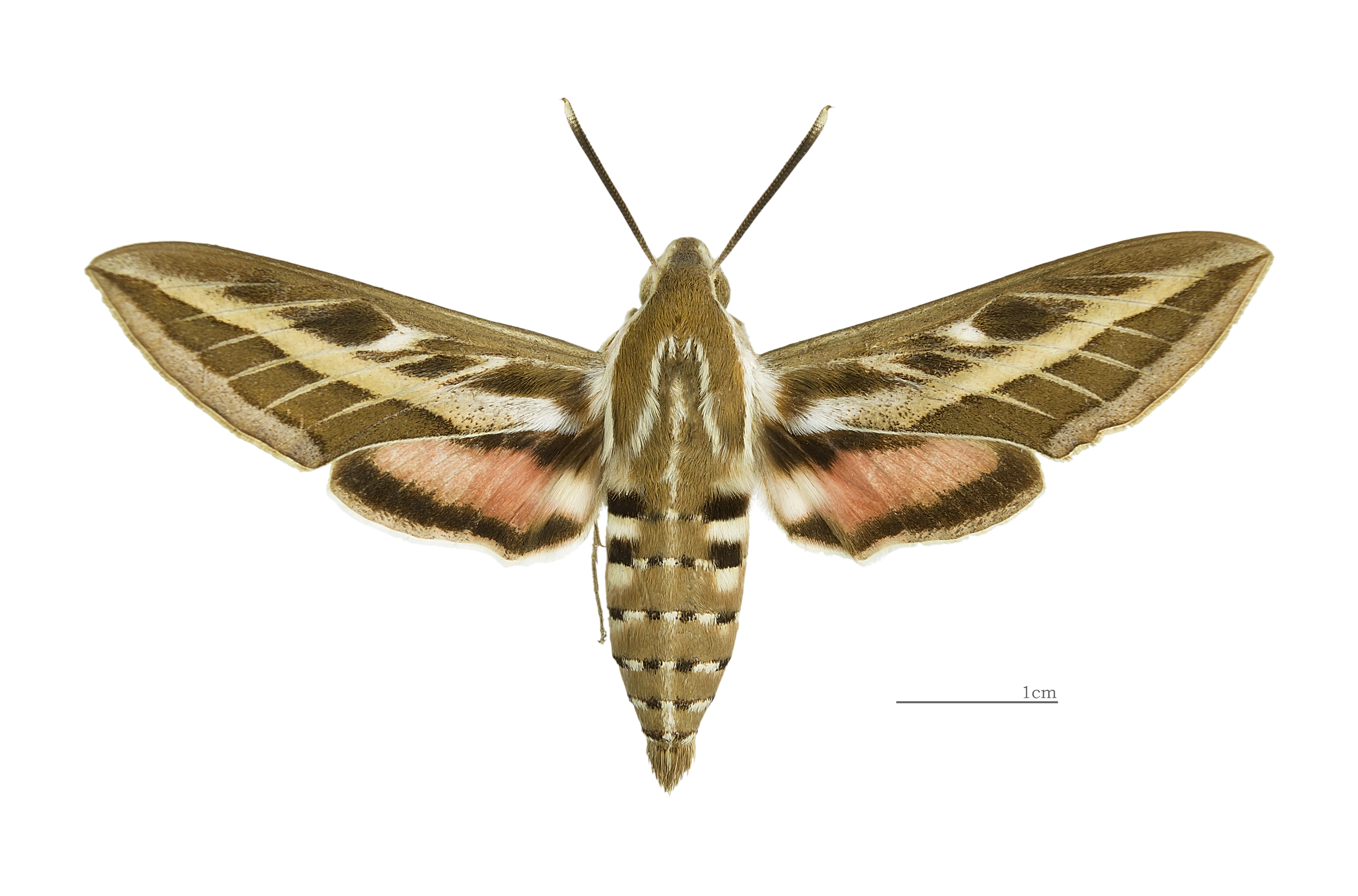
♂
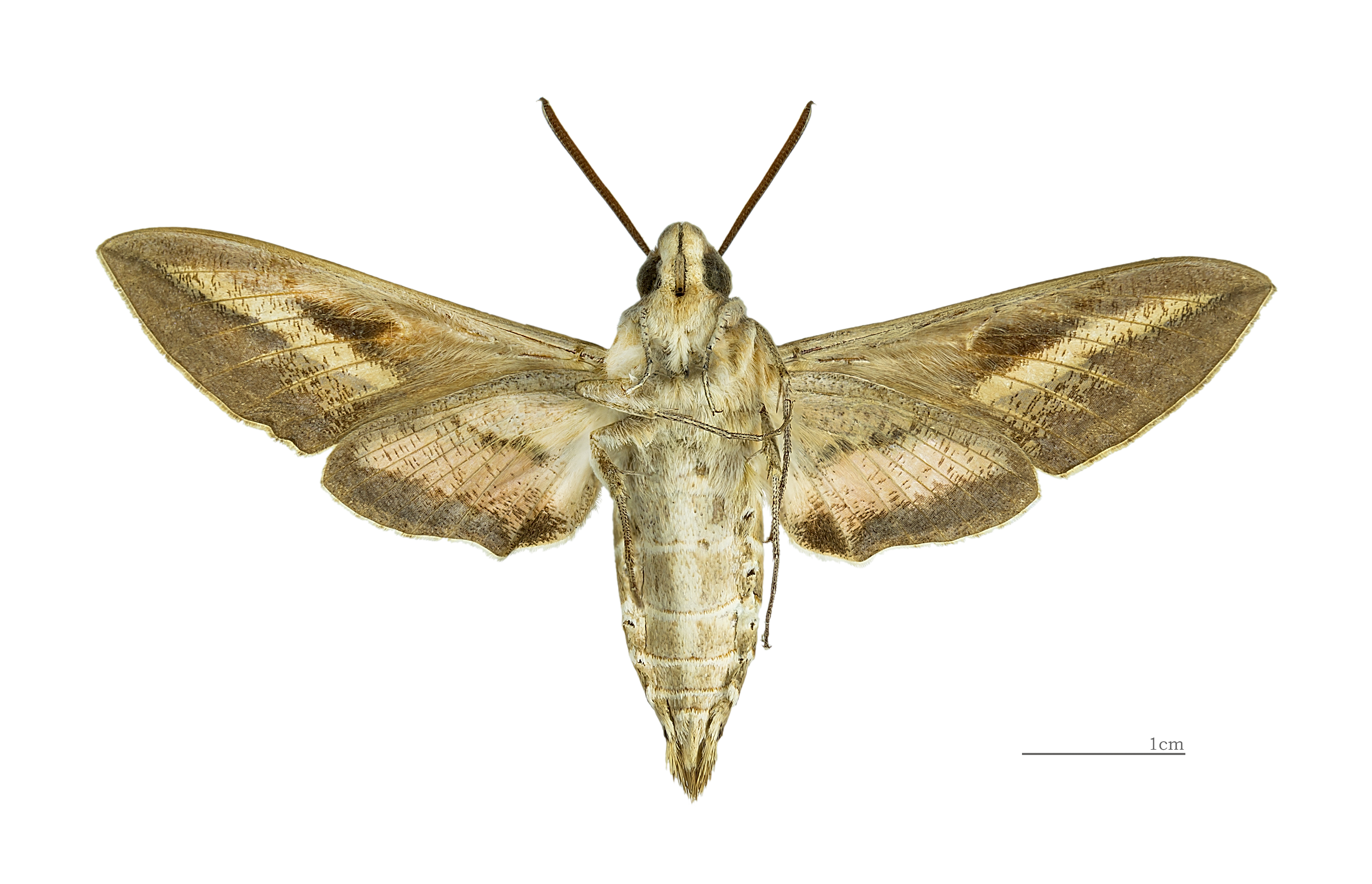
♂△
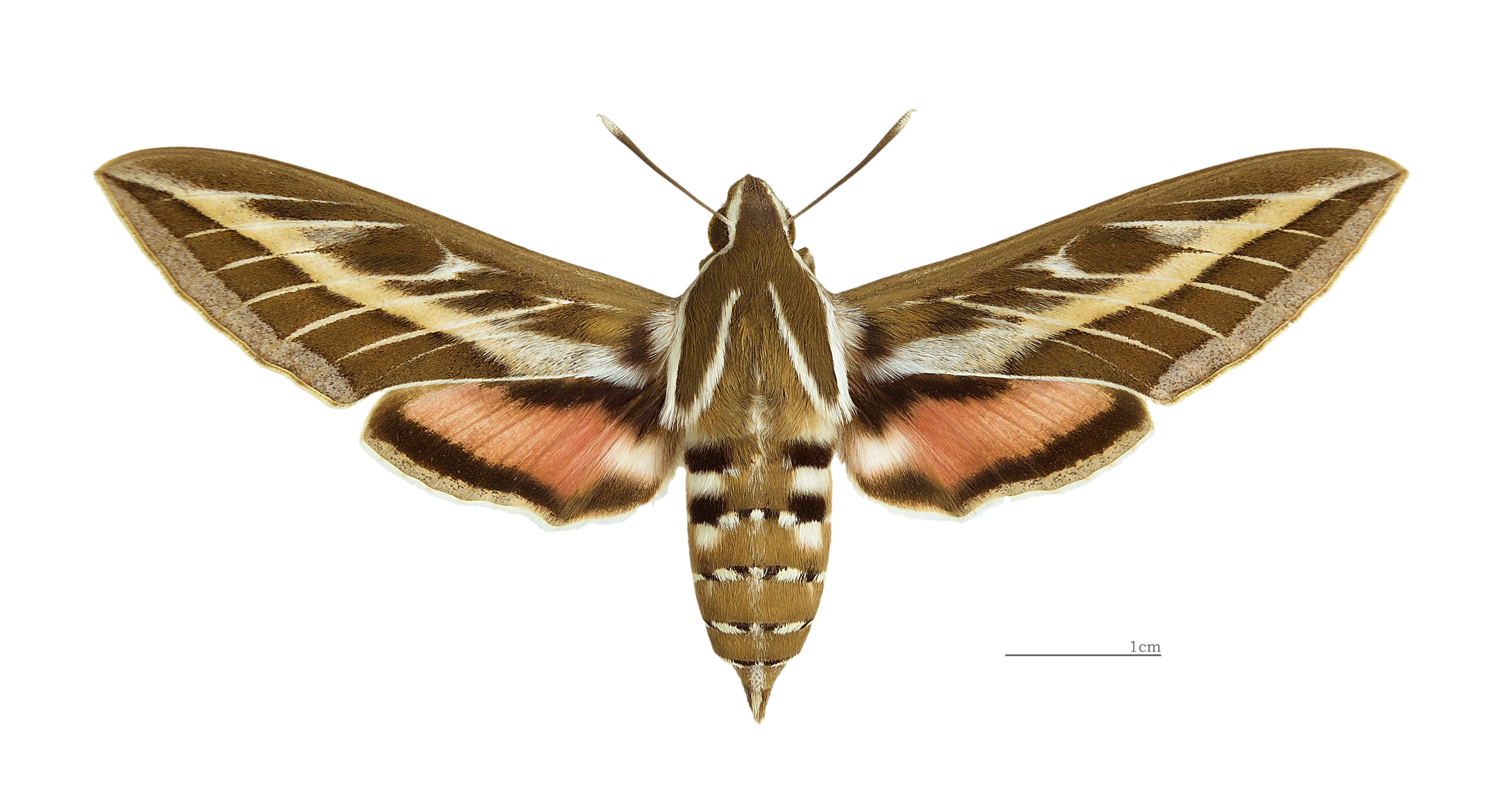
♀
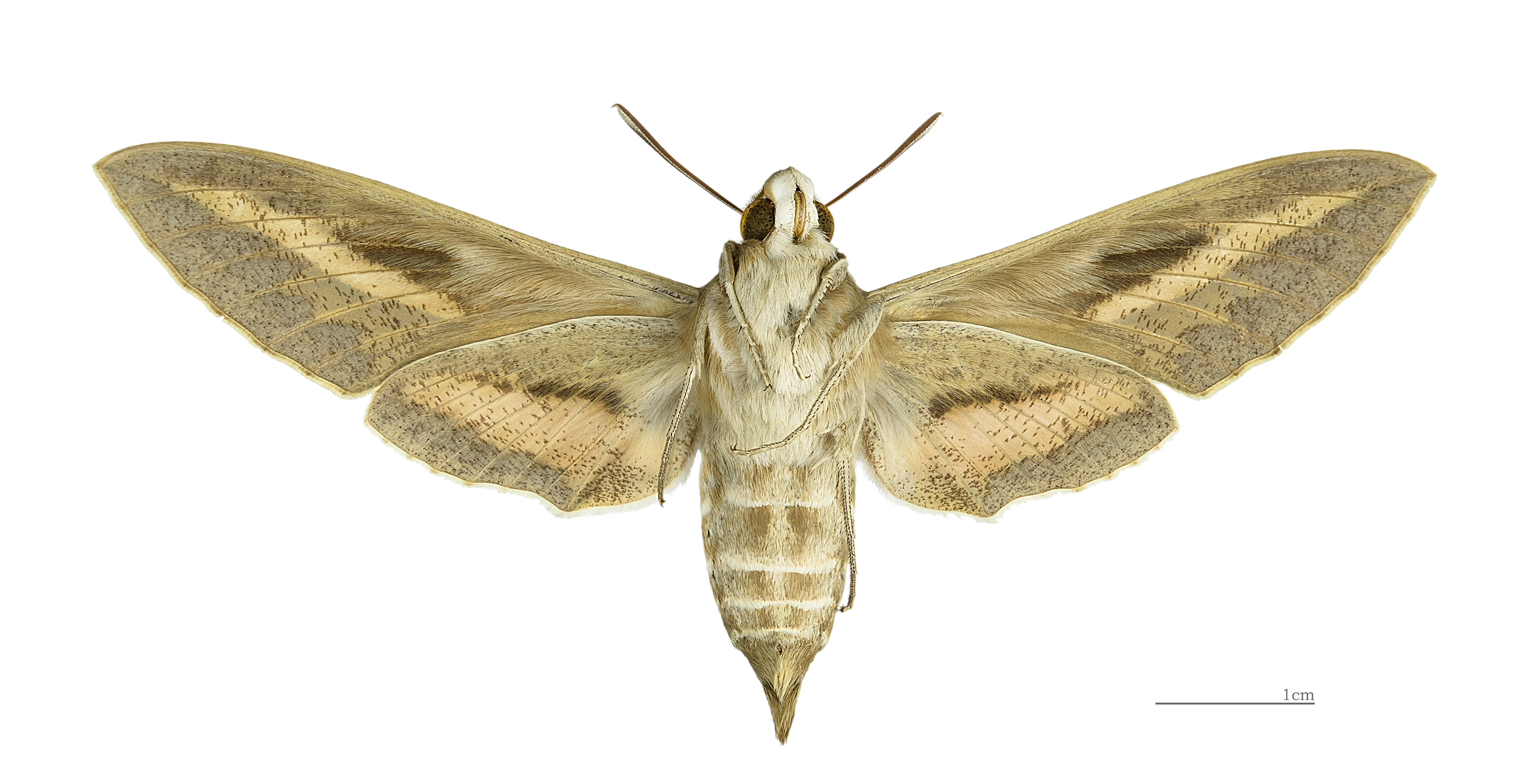
♀△
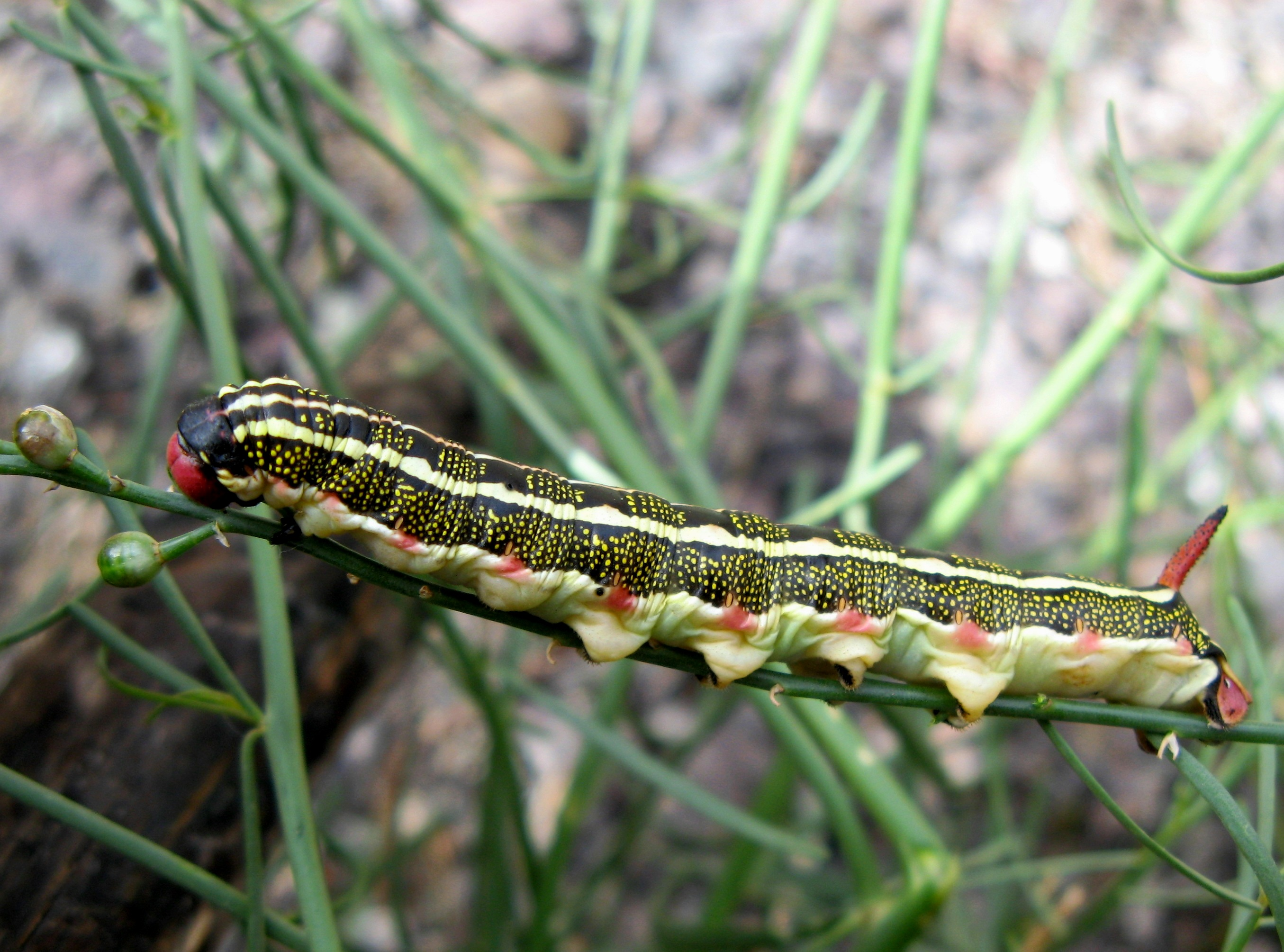
Eruga

### Eruga
Pot arribar als 80 mm. Polimòrfica, la coloració pot variar substancialment entre diferents individus; podent passar d'exemplars negres fortament puntejats de groc a altres roges puntejades de blanc.

## Hàbitat
Generalment zones obertes amb arbres dispersos o arbustos, zones semidesèrtiques, camps de vinya, etc. L'eruga s'alimenta d'una àmplia gamma de plantes: Vitis, Parthenocissus, Galium, Euphorbia, Linaria, Epilobium, Antirrhinum, Rumex, Scabiosa, Linum, Fuchsia, Asphodelus i Gossypium.

## Període de vol
Als llocs prou càlids és polivoltina, però passa algunes generacions en regions més fredes, on se solen trobar de maig a octubre. Hiberna com a pupa.

## Distribució
Molt àmplia (nord, sud i est d'Àfrica, Àsia occidental i central i Europa). A gran part del continent europeu és migradora, exceptuant zones del sud on resideix de forma permanent. Se n'han arribat a trobar exemplars al Japó.

## Altres dades
Mostra un accentuat comportament migratori, protagonitzant migracions de milers de quilòmetres. Les femelles poden recórrer grans distàncies mentre realitzen la posta; sol pondre quatre o cinc per planta. Prefereixen libar les flors més acolorides. És parasitada per taquínids com Drino vicina, Drino imberbis, Nemorilla maculosa, Spoggosia aegyptiaca.